# Prierow
Prierow (niedersorbisch Pśěrow) ist ein Gemeindeteil der Stadt Golßen im Landkreis Dahme-Spreewald in Brandenburg. Der Ort wurde am 1. Juli 1950 eingemeindet.

## Lage
Prierow liegt an der Grenze der Niederlausitz zwischen dem Niederen Fläming und dem Lausitzer Heideland. Die Stadt Lübben (Spreewald) ist etwa 20 Kilometer entfernt. Umliegende Ortschaften sind Friedrichshof und Rietzneuendorf im Nordosten, der zur Gemeinde Schönwald gehörende Ortsteil Waldow/Brand im Osten, Gersdorf im Südosten, Zützen im Süden, Golßen im Südwesten sowie das bereits im Landkreis Teltow-Fläming liegende Klasdorf im Nordwesten.
Die Bundesstraße 115 verläuft durch Prierow. Nördlich von Prierow liegt das Naturschutzgebiet Prierow bei Golßen. Die Dahme fließt durch den Ort.

## Geschichte und Etymologie
Der Name Prierow wurde erstmals im Jahr 1265 mit dem Personennamen „Rudolfus Prerowe“ erwähnt. Der Ort wurde erstmals 1461 als „Briraw“ urkundlich erwähnt. Der Ortsname stammt aus der sorbischen Sprache und bedeutet „Entwässerungsgraben“. Die Besitzverhältnisse hingen eng mit dem benachbarten Landwehr zusammen, die beide von 1439 anteilig im Besitz derer von Stutterheim waren. In dieser Zeit lebten im Jahr 1708 im Ort zwei Bauern, vier Kossäten und ein Büdner, in Summe 15 Personen im Alter zwischen 12 und 60 Jahren. Zehn Jahre später hatte sich an der Struktur nicht viel geändert und eine Statistik führte zwei Hufner, vier Kossäten oder Gärtner und einen Häusler auf.
Die von Stutterheim verkauften Prierow im Jahr 1721 an die Familie Friligehausen. Aus dieser Zeit ist bekannt, dass die Bewohner sieben Feuerstellen betrieben (=Haushalte). Von dort gelangte der Ort im Jahr 1752 an die Vieth von Golzenau, die ihn im Jahr 1771 an die Familie von Redern verkaufte. Sie hielten das Dorf bis 1809 und verkauften es an die Gräfin Fontana. Das Dorf hatte sich in dieser Zeit praktisch kaum verändert: Im Jahr 1810 lebten zwei Bauern, vier Kossäten und vier Häusler (oder Büdner) im Ort. Nach den Vereinbarungen des Wiener Kongresses kam Prierow an das Königreich Preußen und lag im Landkreis Luckau im Regierungsbezirk Frankfurt. Die Bewohner errichteten im Jahr 1818 einen Hammelstall, der 1840 noch bestand. Sechs Jahre später kam Prierow in den Besitz der Fürsten zu Solms-Baruth, die ihn bis in das 20. Jahrhundert hielten. Der Ort bestand zu dieser Zeit aus einem 698 Morgen großen Dorf sowie einem 2248 Morgen großen Vorwerk (1850). Im Jahr 1864 entstand weiterhin eine Schäferei.
Zum 1. Juli 1950 erfolgte zusammen mit Landwehr die Eingliederung nach Golßen. Am 25. Juli 1952 wurde Prierow dem neu gebildeten Kreis Luckau im Bezirk Cottbus zugeordnet. Nach der Wende lag der Gemeindeteil im Landkreis Luckau in Brandenburg. Nach der Kreisreform in Brandenburg am 6. Dezember 1993 wurde Prierow dem neu gebildeten Landkreis Dahme-Spreewald zugeordnet.
Am 30. August 1992 wurde Prierow dem Amt Golßener Land angeschlossen. Dieses fusionierte zum 1. Januar 2013 mit dem Amt Unterspreewald. Infolgedessen wurde das Amt Golßener Land aufgelöst und die Dörfer in das neu gebildete Amt Unterspreewald umgegliedert.

## Bevölkerungsentwicklung
| 1875 | 177 | 1933 | 116 |
| 1890 | 168 | 1939 | 102 |
| 1910 | 143 | 1946 | 210 |
| 1925 | 141 |      |     |